# Kosta Tomašević
Kosta Tomašević (ur. 25 lipca 1923 w Stari Banovci, zm. 13 marca 1976 w Belgradzie) – jugosłowiański piłkarz występujący na pozycji napastnika.
Uczestnik mistrzostw świata 1950, występował także na letnich igrzyskach olimpijskich 1948, na których Jugosławia wywalczyła srebrny medal. Dwukrotny król strzelców jugosłowiańskiej Prvej ligi w sezonach 1951 (16 goli) oraz 1954/1955 (20 goli, ex aequo z Predragiem Markoviciem i Bernardem Vukasem). Dwa w sezonach 1951 i 1952/1953 zdobywał z Crveną zvezdą mistrzostwo Jugosławii, zaś trzy razy triumfował w Pucharze Jugosławii (1948, 1949, 1950).